# Mitch Hedberg
Mitchell Lee Hedberg (24 de febrero de 1968 – 29 de marzo de 2005) fue un cómico monologuista estadounidense conocido por su humor surrealista.
La comedia de Hedberg, además de por su particular forma de presentarse sobre el escenario, se basaba fundamentalmente en one-liners de corte absurdo. Hacia el final de su carrera consiguió reunir tal cantidad de fanáticos seguidores de su trabajo que en ocasiones incluso gritaban los remates de sus chistes antes de que el cómico pudiera terminar de contarlos.

## Primeros años
Hijo de Arne y Mary Hedberg, emigrantes suecos en Estados Unidos, Mitch Hedberg fue un bebé apático y más adelante un adolescente problemático. 
Los primeros seis años de su vida los pasó entrando y saliendo del Hospital de la Universidad de Minnesota a causa de una serie de problemas cardiovasculares (“No creo que este corazón mío dure para siempre”, escribiría años más tarde en su diario)[cita requerida].
Ya desde primer curso empezó a fingirse enfermo para no tener que ir a clase, por lo que fue un desastre en el instituto y solo consiguió el graduado escolar gracias a la generosidad del director del centro. En cuanto lo obtuvo, se marchó de casa[cita requerida]. 
“Recibí una llamada de Wendy, nuestra hija mayor”, cuenta su madre, Mary Hedberg, “y me dijo ‘Mamá, no sé qué pasa con Mitch. Está metiéndolo todo en bolsas de papel”. Yo le pregunté “¿Metiendo qué?” y ella respondió “Ropa”. Para cuando llegué a casa, él ya se había marchado[cita requerida]. 
Hedberg acabó en Florida. Dormía en la playa y de vez en cuando llamaba a sus padres para pedirles dinero. También empezó la escritura de una guía llamada The Drifter’s Handbook (Literalmente “El Manual del que va dando tumbos”) que daba numerosos consejos útiles para el que no tiene una casa, como cómo darse una ducha gratis entrando a hoteles justo después de que algún inquilino abandonara su habitación[cita requerida]. 
En 1989 conoce a Jana Johnson en un bar de Fort Lauderdale y, al poco tiempo, se hacen pareja. Mientras ella terminaba los estudios, Hedberg se dedicó a probar toda clase de trabajos mal pagados, desde cocinero hasta repartidor de publicidad[cita requerida].

## Stand-up
Convencido por uno de sus compañeros de trabajo en el restaurante, decide probar suerte con el stand-up y empieza a presentarse a noches de micro abierto, sobre todo en un club llamado Haggerty’s en Boca Raton, Florida. 
Sus primeras actuaciones fueron un desastre absoluto, pero afortunadamente para él se encontraba en mitad del boom de comedia que tuvo lugar en Estados Unidos entre finales de los ochenta y principios de los noventa, lo que le permitió conseguir trabajo regular. 
Hedberg estaba enamorado del stand-up y no le importaba que su particular sentido del humor no fuera bien recibido por aquellos que estaban acostumbrados a chistes de tetas y oshabeisdadocuentas: Estaba haciendo lo que más le gustaba en el mundo y encima le pagaban por ello. 
En 1991 se muda a Seattle para continuar con su carrera de cómico. 
Poco a poco fue reuniendo material que funcionaba, aunque nunca consiguió desprenderse de su tremendo miedo escénico, que le obligaba a actuar con los ojos cerrados, el pelo tapándole la cara y, en ocasiones, incluso de espaldas al público. En una entrevista para Time Magazine llegó a afirmar “No me gusta conectar con el público. Creo que si miras a la cara de la gente, siempre te encuentras a alguien desencantado”. 

## Llega el éxito
Poco a poco, el éxito le fue llegando, sobre todo gracias a su demoledora actuación en el Festival Just For Laughs de Montreal en 1996, lo que le permitió aparecer como cómico invitado en el programa de David Letterman, donde actuó durante diez minutos, casi el doble de lo que hacen la mayoría de los cómicos. 
Pronto también lo llamaría Conan O’Brien (“Los cómicos jóvenes siempre intentan imitar a alguien, pero cuando ves a alguien como Mitch el cerebro se te vuelve del revés”, dijo de él), aparecería en diversas sitcoms como estrella invitada y sería alabado por la prestigiosa Time Magazine. 
“Ahora mismo estoy en un momento en el que no dejo de trabajar, gano bastante dinero y todo va bien. Vivo cómodamente y, si esto sigue así durante el resto de mi vida, de ninguna manera podré decir que he fracasado. Sin embargo todavía siento que puedo hacer algo más, aunque todavía no sepa muy bien qué. Supongo que me gustaría ser muy conocido”. 
A pesar de todo, Hedberg pasaría casi toda su vida en la fina línea que separaba a los artistas de culto de las estrellas. 
En 1998 protagonizó un espectacular regreso al festival de Montreal que le había dado la fama y, antes de que el festival llegara a su fin, tenía un acuerdo con la Fox para protagonizar una sitcom y un cheque por 500,000 dólares. No obstante, nunca salió nada de este acuerdo por la sencilla razón de que ninguna de las cabezas pensantes de la Fox fue capaz de dar con un proyecto que se adecuara a la excéntrica personalidad de Hedberg. 
Ese mismo año, Hedberg abandona a Jana Johnson, con quien había convivido durante nueve años, y se enamora de Lynn Shawcroft, a la que había conocido en 1996 durante su primera visita al festival de Montreal. 
En 1999 sale Strategic Grill Locations, grabado en vivo sin edición alguna y que contiene los titubeos e incluso los chistes que salieron mal la noche en que se grabó. El disco fue autoeditado por Hedberg porque no pudo encontrar un sello que lo sacara, así que se vendió solo a través de su página web. Una versión ligeramente editada fue publicada años más tarde por Comedy Central. 
Ese mismo año, Lynn y Mitch contraerían matrimonio sin contárselo siquiera a sus padres para evitar herir los sentimientos de la recién abandonada Jana. 
También en 1999 Hedberg escribe y dirige la película Los Enchiladas, que llegó a ser estrenada en el festival de cine de Sundance. 
A diferencia de Jana, Lynn no tenía un trabajo que la obligara a esperar a Mitch en casa mientras este giraba por todo el país y estaba más que dispuesta a vivir en coches de alquiler y aeropuertos con su nuevo marido: Se pasaban la vida viajando, mirando pelis de terror en habitaciones de hotel y encargando burritos de pollo a altas horas de la madrugada. Ella incluso se encargaba de esperar a Mitch con el motor del coche encendido cuando terminaba su set, de modo que emprendían la huida como unos modernos Bonny y Clyde, la respuesta cómica a Kurt Cobain y Courtney Love. 
La pareja empezó a ser conocida por su comportamiento extravagante, haciendo cosas como viajar por todo el país a su antojo mientras su furgoneta se quedaba estacionada en el aparcamiento del aeropuerto de Phoenix durante seis meses a 16 dólares al día. Para cuando la recogieron la tarifa era mayor que el precio de la misma furgoneta. Vivían en su pequeño mundo y eran felices… Pero su pequeño mundo incluía el consumo de drogas. 
Nadie está seguro de cuándo empezó Hedberg a consumir heroína, aunque su esposa asegura que ya la había probado antes de conocerse y, de todos modos, Mitch siempre fue todo un profesional. Colocado o no, si tenía un bolo lo hacía sin defraudar a nadie. 
Tanto sus amigos como su familia le hicieron sentarse a hablar de su más que probable drogodependencia, pero él siempre aseguraba estar limpio… Hasta que en el 2003 fue detenido en el aeropuerto por tenencia de drogas. 
Hedberg pasó dos noches en la cárcel hasta que un chequeo rutinario descubrió una infección que tenía en la pierna desde hacía meses. Rápidamente trasladado a un hospital de Houston, Mitch fue operado durante 13 horas y, aunque no perdió la pierna, cojearía durante el resto de su vida. 
Esta interrupción en su alocado ritmo de vida le permitió abandonar la carretera durante un par de meses y cuidar de su salud, pero las cosas pronto volverían a la normalidad. 
Ese mismo año sale Mitch All Together, el segundo disco de comedia de Hedberg, esta vez ya editado por Comedy Central Records. 
Durante su última gira, y por primera vez en sus 19 años de carrera, empezó a dar malos shows a los que se presentaba borracho, colocado o las dos cosas y en los que se llegaba a tumbar en el suelo mientras decía incoherencias.

## Muerte
La tarde del 29 de marzo de 2005, Hedberg fue encontrado muerto en su habitación de Livingston, Nueva Jersey a causa de una sobredosis de cocaína y heroína.
La noticia de su muerte fue publicada primero en su página web el día de April Fools, una suerte de Día de los Inocentes en Estados Unidos, lo que consiguió que muchos de sus fanes pensaran que se trataba de una broma. 
En el momento de su muerte, estaba planificando su primer especial con la HBO. 
Comedy Central Records anunció el lanzamiento de un disco con nuevo material de Hedberg para septiembre de 2008 titulado Do You Believe in Gosh? (frase encontrada en uno de los diarios del cómico por su viuda) y que contendrá material inédito.

## Estilo
Si algo distingue la comedia de Mitch Hedberg es su aparente sencillez, tras la que se ocultaba un meticuloso trabajo: “Llevo haciendo esto desde hace quince años y sólo he reunido dos horas y media de buen material”. 
Dado su tremendo miedo escénico, Hedberg solía evitar el contacto visual con el público, por lo que solía mirar al suelo, usar gafas de sol y taparse la cara con el pelo durante las actuaciones. También llegó a actuar de espaldas al público. 
Líneas como “No he dormido durante diez días… Porque sería demasiado” o “El arroz es genial si tienes mucha hambre y te apetece comer 2000 de algo” o “Esta camisa sólo puede lavarse en seco, lo que quiere decir que está sucia” han sido usadas como firmas de mensajes de correo electrónico y posteadas en foros casi tanto como las de Steven Wright, el cómico con el que más se le comparó por su habilidad con los one-liners.
“Llegué al estilo one-liner porque no soy un buen narrador. Empezaba a añadirle cosas a cualquier tema porque pensaba que era gracioso, pero la gente no se reía, así que decidí ir directamente al grano, eliminar toda la grasa sobrante”.
Su estilo era surreal y observacional, blanco y retorcido al mismo tiempo, repleto de juegos de palabras y afirmaciones inconsecuentes (non-sequiturs).
A Hedberg le afectaba mucho que cuando no le entraba un chiste o simplemente lo contaba mal, por lo que habitualmente añadía explicaciones, disculpas o frases como “Ese chiste merecía una reacción mejor por vuestra parte”. 
No era muy dado a escribir sobre sexo o política: “Hay demasiada gente hablando de sexo y yo parecería un poco inepto si me pusiera a hablar de política. La política hace que me pesen los párpados”. 
Pocos cómicos han tenido tantos seguidores como Hedberg, sobre todo entre jóvenes universitarios. Al final de su carrera incluso había quien se anticipaba al remate de sus chistes y lo gritaba en voz alta durante sus actuaciones. “¿Has oído hablar de las pausas dramáticas?”, solía quejarse el cómico cuando esto sucedía. 
Cómicos de la talla de George Carlin, Dave Chappelle y Lewis Black también se contaban entre sus fanes y el mismísimo David Letterman lo tuvo en su show hasta diez veces.

## Discografía
- Strategic Grill Locations (1999) (Originalmente autopublicado, más tarde reeditado en el sello de Comedy Central, ligeramente retocado)
- Mitch All Together (2003)

## Filmografía
| Año  | Título           | Papel                      |
| ---- | ---------------- | -------------------------- |
| 1999 | Los Enchiladas!  | Lee                        |
| 2000 | Almost Famous    | Road Manager de los Eagles |
| 2005 | Lords of Dogtown | Tío de Urethane Wheels     |

## Apariciones en TV
| Year | Title                            | Role/Info                            |
| ---- | -------------------------------- | ------------------------------------ |
| 1998 | That '70s Show                   | Episode 11                           |
| 1998 | Premium Blend                    | Fecha de episodio 23 de mayo de 1998 |
| 1999 | Dr. Katz, Professional Therapist | Episodios 604 y 609                  |
| 1999 | Comedy Central Presents          |                                      |
| 1998 | Home Movies                      | Episodios 104, 105, 112, y 113       |
| 2001 | Ed                               | Episodio 110                         |
| 2001 | Just for Laughs in Montreal      |                                      |
| 2001 | Late Friday                      |                                      |
| 2002 | Saddle Rash                      |                                      |
| 2003 | Late Show with David Letterman   |                                      |
| 2003 | Late Show with David Letterman   |                                      |
| 2003 | Late Night with Conan O'Brien    |                                      |
| 2003 | Crank Yankers                    |                                      |
| 2004 | Shorties Watchin' Shorties       | Episodios 1 al 9                     |